# Chipaomarca
Chipaomarca (en quechua: Chipaw Marka) es un sitio arqueológico en Perú. Fue declarada Patrimonio Cultural de la Nación en 2003. Chipaomarca se encuentra en el distrito de Chipao, provincia de Lucanas, en el departamento de Ayacucho.